# 専門学校穴吹コンピュータカレッジ
専門学校穴吹コンピュータカレッジ（せんもんがっこうあなぶきコンピュータカレッジ）は、香川県高松市内で学校法人穴吹学園が1985年に開校した専門学校である。

## 所在地
香川県高松市番町2-4-14

## 設置学科
- AIテクノロジー学科
- 情報システム学科
- ネットワークセキュリティ学科
- 情報ビジネス学科